# Riforma serviana dell'esercito romano
La riforma serviana dell'esercito romano rappresentò forse il primo dei momenti principali della storia dell'esercito romano, che vide nel sesto re di Roma, Servio Tullio, l'artefice della riorganizzazione della macchina da guerra romana, rimasta in vigore almeno per un paio di secoli.

## Contesto storico
Dall'inizio del VII secolo a.C., dominava sulla regione la civiltà etrusca dell'Età del ferro Come molti altri popoli della regione, i Romani si scontrarono con gli Etruschi. Intorno alla fine del secolo, i Romani avevano perso la loro lotta per l'indipendenza, e gli Etruschi, conquistata Roma, stabilirono sulla città una dittatura militare, o un regno. Con l'inizio di questa fase, anche l'organizzazione dell'esercito subì una trasformazione strutturale.
Sebbene molte fonti della storiografia romana, compreso Livio e Polibio si diffondano estesamente sull'esercito romano in quel periodo dell'Età Regia che fece seguito alla presa di potere degli Etruschi, si tratta pur sempre di fonti tarde, mentre manca qualsiasi resoconto dell'epoca. Polibio, per esempio, scrive qualcosa come 300 anni dopo gli eventi in questione, e Livio circa 500 anni dopo. Inoltre, qualunque resoconto avessero tenuto i Romani all'epoca è andato distrutto durante il saccheggio da parte dei Galli di Brenno (vedi Sacco di Roma (387 a.C.)). Le fonti relative a questo periodo della storia militare romana non possono pertanto essere considerate affidabili al pari di quelle disponibili per epoche successive, come, ad esempio, a partire dalla Prima guerra punica.
Secondo le narrazioni sopravvissute, furono tre i re di Roma durante l'occupazione etrusca: Tarquinio Prisco, Servio Tullio, e Tarquinio il Superbo. In questo periodo, l'esercito di Roma conobbe una riforma: dall'originario assetto tribale, precedentemente descritto, a un assetto centuriale, con suddivisioni fondate su classi socio-economiche, anziché tribali. Questa riforma è tradizionalmente attribuita a Servio Tullio, il secondo dei re etruschi di Roma, che, secondo tradizione, aveva già portato a termine il primo censimento per tutti i cittadini. Livio ci informa che Tullio riformò l'esercito trasponendovi la struttura originariamente concepita per la vita civile, quale risultato del censimento. A qualsiasi livello, il servizio militare, a quell'epoca, era considerato un dovere civico e un modo per ottenere un avanzamento di status all'interno della società.
Tuttavia non si può affermare che le classi sociali di Roma fossero create dal censimento, piuttosto furono da esso enucleate. Sarebbe quindi più corretto dire che la struttura dell'esercito veniva leggermente affinata, piuttosto che radicalmente riformata. Prima di queste riforme, la fanteria era divisa nella classis dei cittadini ricchi e nella infra classem dei cittadini più poveri. I secondi erano esclusi dalla linea regolare di battaglia, in considerazione della qualità scadente del loro armamento. Nel corso della riforma, questa grossolana divisione sociale binaria tra cittadini più poveri e cittadini più ricchi fu ulteriormente affinata su più stratificazioni.

## Le unità militari
Tullio riformò l'esercito intorno al 570 a.C., adottando la formazione a falange e l'armamento degli opliti greci.
La divisione tra i fanti avvenne per censo e non più per provenienza. Questo è ciò che Dionigi di Alicarnasso scrive, facendo parlare Servio Tullio:
(Dionigi di Alicarnasso, Antichità Romana, IV, 16, 4.)

### Legioni
La "spina dorsale" dell'esercito romano, rimase la fanteria. L'unità base era la legione. L'esercito serviano era formato da due legioni (una a difesa dell'Urbe e l'altra utilizzata per campagne militari esterne), in totale pari a 193 centurie

### Cavalleria
Dopo aver così organizzato la fanteria, Servio Tullio passò alla cavalleria, dove reclutò altre 12 centurie di equites dal fiore dell'aristocrazia cittadina, alle 6 già presenti (formate da Tarquinio Prisco e riconducibili ai sex suffragia): in totale 18 centurie.
Per l'acquisto dei cavalli l'erario stabilì uno stanziamento annuo di 10.000 assi a centuria, mentre sancì che fossero le donne non sposate a pagarne il mantenimento degli stessi con 2.000 assi annui a centuria. Tale costo fu più tardi trasferito alle classi più ricche.

### Genio militare
Questo reparto era formato da due centurie di genieri, esclusi dal servizio armato ma destinati al trasporto delle macchine da guerra.

### Alleati
Sin dagli albori, Roma si trovò in conflitto con la confederazione dei Latini. Sconfitta da prima Alba Longa, sottomise via via, tutte le città confederate, dominando alla fine sull'intero Lazio. In seguito Roma continuò a rispettare i privilegi dei Latini tramite la jus Latii, mettendosi semplicemente a capo di essi, ed utilizzandone i loro contingenti durante alcune campagne militari. Non è un caso che proprio all'epoca di Servio Tullio, quest'ultimo fece costruire, insieme agli alleati latini, sull'Aventino, il tempio di Diana,

## Reclutamento delle legioni: per classi sociali

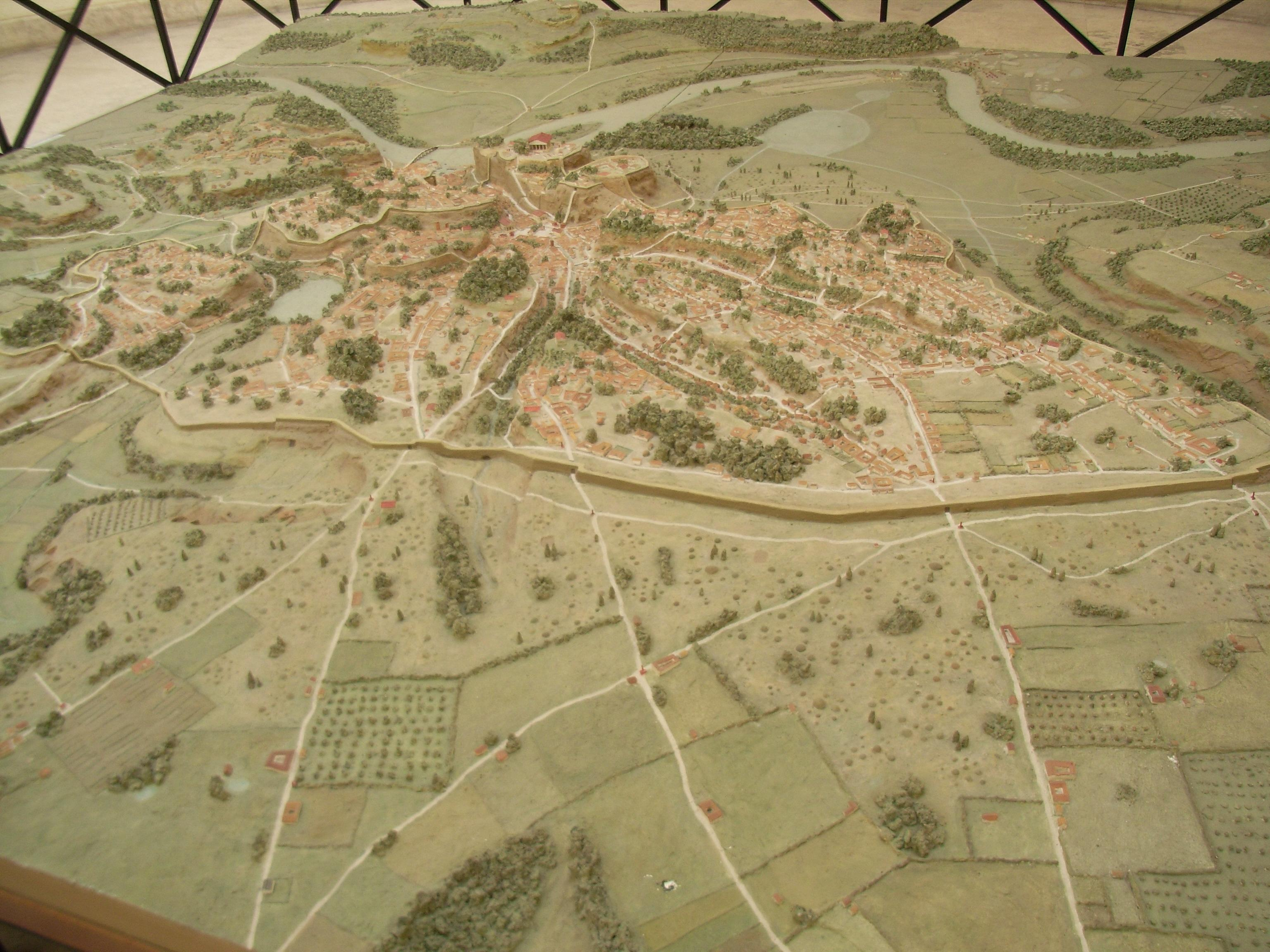
Plastico della Roma dei re etruschi (museo della Civiltà Romana all'EUR).

Secondo la tradizione, fu Servio Tullio a compiere una prima riforma timocratica dei cittadini romani atti a prestare il servizio militare (obbligati ad armarsi a proprie spese e perciò chiamati adsidui), suddividendoli in cinque classi (sei se consideriamo anche quella dei proletarii) sulla base del censo, a loro volta ordinati in ulteriori quattro categorie: i seniores (maggiori di 46 anni: anziani) e gli iuniores (tra 17 e 46 anni: giovani), ovvero coloro che rientravano nelle liste degli abili a combattere; i pueri (di età inferiore ai 17 anni: i fanciulli) e gli infantes (di età inferiore agli 8 anni: i bambini) non ancora in età per prestare il servizio militare. Questa riforma teneva presente tutte le differenze per patrimonio, dignità, età, mestiere e funzione, trascrivendo il tutto su pubblici registri.
In questo nuovo sistema la prima classe, la più facoltosa, poteva permettersi l'equipaggiamento completo da legionario, mentre quelle inferiori avevano armamenti via via più leggeri, e dove le prime tre costituivano la fanteria pesante e le ultime due quella leggera:
In questa epoca, tuttavia, i cittadini romani consideravano in genere il servizio militare come un giusto e doveroso impegno nei confronti dello stato, in contrasto con visioni successive del servizio armato quale fardello sgradevole e indesiderato. Sono note, infatti, dal tardo impero, vicende di mutilazioni inferte al proprio corpo al fine di eludere l'obbligo militare, mentre non sembra riscontrarsi una simile riluttanza a servire l'esercito nella Roma più antica. Questo sentimento potrebbe essere anche dovuto all'intensità generalmente inferiore dei conflitti di questa epoca; o legata al fatto che gli uomini erano chiamati a combattere vicino e spesso a protezione delle loro stesse case; o anche alla condivisione — postulata dagli scrittori successivi — di un più robusto spirito marziale condiviso in antichità.
L'arruolamento dei soldati veniva stabilito in caso di guerra tra le varie tribù presenti a Roma (da 17 iniziali passarono a 21 successivamente). Il console stabiliva la data dell'inizio della leva; di solito i contingenti delle varie tribù si radunavano nel Campo Marzio. I motivi per astenersi dalla chiamata alle armi dovevano essere esaminati e, nel caso in cui non fossero stati validi, si veniva dichiarati desertor (disertore) e si poteva essere puniti severamente. A volte, come riportatoci da Tito Livio, i tempi dell'arruolamento non permettevano l'esame delle esenzioni dal servizio, il quale veniva rimandato a guerra conclusa. Il comando (imperium) era tenuto dal console, che era coadiuvato per le funzioni amministrative dai tribuni. I centurioni erano scelti dai soldati.
(Tito Livio, Ab Urbe condita, III, 69)

## Uomini e gerarchie militari
La stratificazione sociale definita dal censimento si rifletteva nel seguente modo sull'organizzazione militare:
1. la prima classe era formata da 80 centurie di fanteria (40 di iuniores che avevano il compito di combattere nelle guerre esterne,[20] mentre le altre 40 di seniores, rimanevano a difesa dell'Urbe), che potessero disporre di un reddito di più di 100.000 assi. Era la classe maggioritaria che costituiva il cuore della falange oplitica dello schieramento romano regio, la prima linea della legione romana.[6]
2. La seconda da 20 centurie ed un reddito tra i 100.000 ed i 75.000 assi. Costituiva la seconda linea.[3][20]
3. La terza da altre 20 centurie di fanteria leggera ed un reddito tra i 75.000 ed i 50.000 assi.[3][20]
4. La quarta composta da altre 20 centurie di fanteria leggera ed un reddito tra i 50.000 ed i 25.000 assi.[3][21]
5. La quinta formata da 30 centurie di fanteria leggera ed un reddito di appena 25.000-11.000 assi.[3][21]

Erano, infine, impiegate anche due centurie di suonatori di cornu, tuba e buccina adatti a fornire segnalazioni o ordini militari.
Chi era sotto la soglia degli 11.000 assi era organizzato in una sola centuria, dispensata dall'assolvere agli obblighi militari (i cui membri erano chiamati proletarii o capite censi), tranne nel caso in cui non vi fossero particolari pericoli per la città di Roma. In quest'ultimo caso erano anch'essi armati a spese dello Stato, servendo in formazioni speciali estranee all'ordinamento legionario. Qui di seguito una tabella riassuntiva:
| Classe censuaria | N. di centurie                                     | Stima dei beni di proprietà dei cittadini romani |
| ---------------- | -------------------------------------------------- | ------------------------------------------------ |
| I classe         | 40 centurie di iuniores + 40 centurie di seniores  | più di 100.000 assi                              |
| I classe         | 2 centurie di fabri                                |                                                  |
| I classe         | 18 centurie di equites                             | più di 100.000 assi                              |
| II classe        | 10 centurie di iuniores + 10 centurie di seniores  | da 100.000 a 75.000 assi                         |
| III classe       | 10 centurie di iuniores + 10 centurie di seniores  | da 75.000 a 50.000 assi                          |
| IV classe        | 10 centurie di iuniores + 10 centurie di seniores  | da 50.000 a 25.000 assi                          |
| V classe         | 15 centurie di iuniores + 15 centurie di seniores  | da 25.000 a 11.000 assi                          |
| V classe         | 1 centuria di tubicines + 1 centuria di cornicines |                                                  |
| VI classe        | 1 centuria                                         | meno di 11.000 assi                              |
| TOTALE           | 193 centurie                                       |                                                  |

## Armamento e tattica

### Armamento
In questo periodo i Romani adottarono, oltre che le tattiche di combattimento, anche l'armamento greco. I soldati erano inquadrati nella falange e cominciarono ad indossare il linothorax (dal V secolo a.C.), composto da più strati di lino e in alcuni casi coperto ulteriormente da uno strato di piastrine di bronzo o ferro, le gambe erano protette da schinieri. Lo scudo, chiamato hoplon in greco e clipeo in latino, era di legno coperto da pelle o talvolta da uno strato di bronzo, ed aveva una forma circolare e concava. Sulla testa il soldato romano poteva portare diversi tipi di elmi di fattura greca: l'elmo corinzio, l'elmo calcidico e l'elmo attico. L'arma principale era la lancia da urto lunga più di 2 metri, la spada maggiormente utilizzata, anch'essa greca, era lo xiphos.
L'equipaggiamento variava poi a seconda della classe sociale come segue:
1. la prima classe, la classe maggioritaria, costituiva il cuore della falange oplitica dello schieramento romano regio, la prima linea.[6] Era munita di armamento pesante costituito da elmo, scudo rotondo argolico (clipeus), schinieri, corazza in bronzo o ferro; come armi d'offesa avevano un'hasta ed una spada;[3][20]
2. la seconda, che costituiva la seconda linea, era equipaggiata con elmo, scudo rettangolare o oblungo (scutum) a maggior protezione per la mancanza di una corazza e schinieri; come armi d'offesa avevano un'hasta ed una spada;[3][20]
3. la terza, di fanteria leggera, era equipaggiata elmo e scudo rettangolare o oblungo (scutum); come armi d'offesa avevano un'hasta ed una spada;[3][20]
4. la quarta, composta sempre da fanteria leggera, era equipaggiata, o come racconta Tito Livio di un'hasta ed un giavellotto (verutum),[3] oppure come suggerisce Dionigi di Alicarnasso di una spada ed un'hasta;[21]
5. la quinta era armata solo con una fionda e pietre da scagliare.[3][21]

In sintesi potremmo dividere le armi e l'equipaggiamento del legionario romano, come segue:
Armi da difesa
- un elmo di tipo Villanoviano, Corinzio, Attico, Calcidico o semplice "a calotta", decorato con cimiero;
- un clipeo oplitico ovvero lo scudo, denominato hoplon in greco e clipeo, fatto di legno, coperto da pelle o talvolta da uno strato di bronzo, di forma circolare e concava con dimensioni variabili (comprese tra i 50 ed i 97 cm[27]);
- un pettorale bronzeo, nelle fatture più pregiate trilobato e decorato con scene mitologiche o simboliche, delle dimensioni di circa 15 x 22 cm.[28]
- un gambale, indossato sulla gamba esposta al combattimento;
- un linothorax con pteruges, composto da più strati di lino e in alcuni casi coperto ulteriormente da uno strato di piastrine di bronzo o ferro.

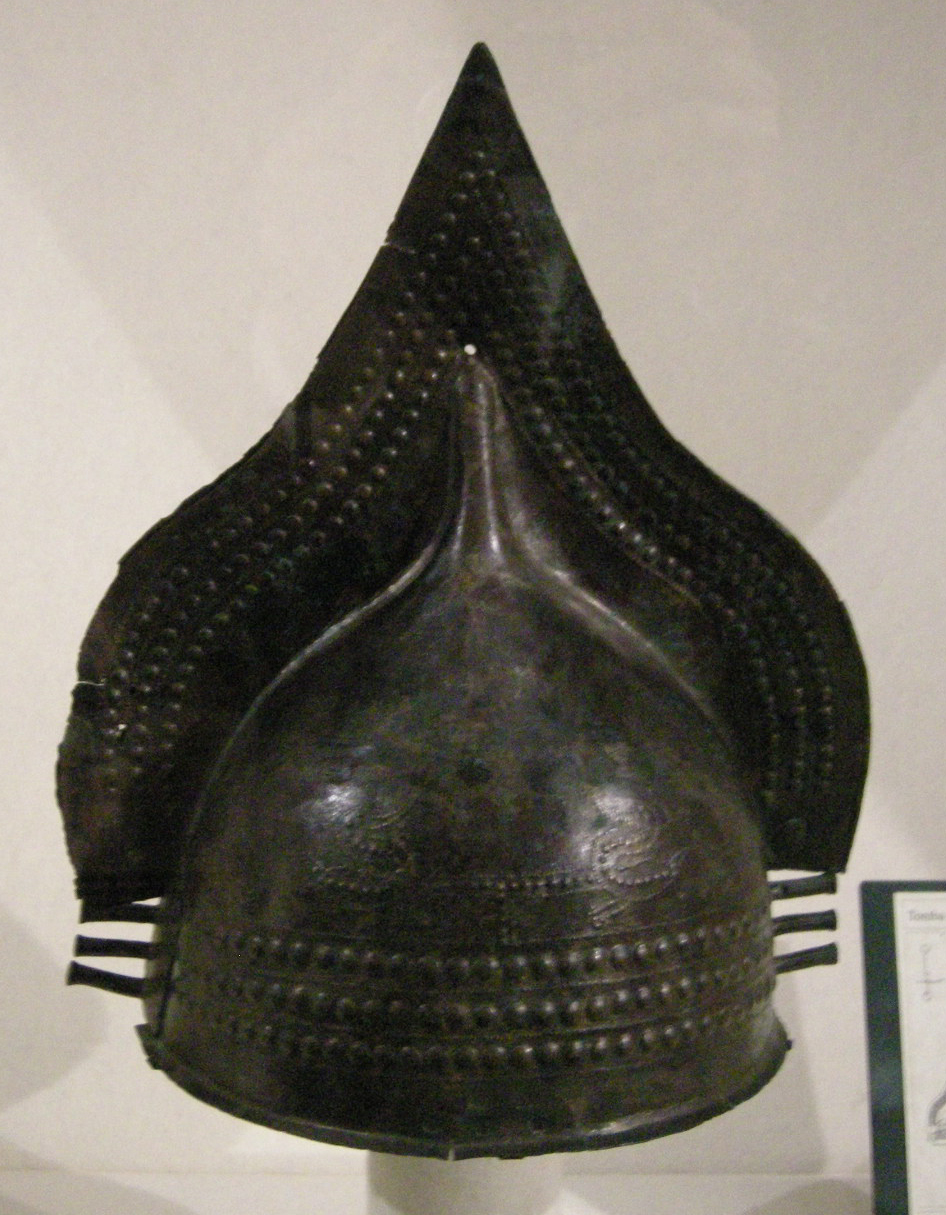
Tipico elmo villanoviano risalente al primo periodo regio di Roma, proveniente dal museo etrusco Guarnacci di Volterra.
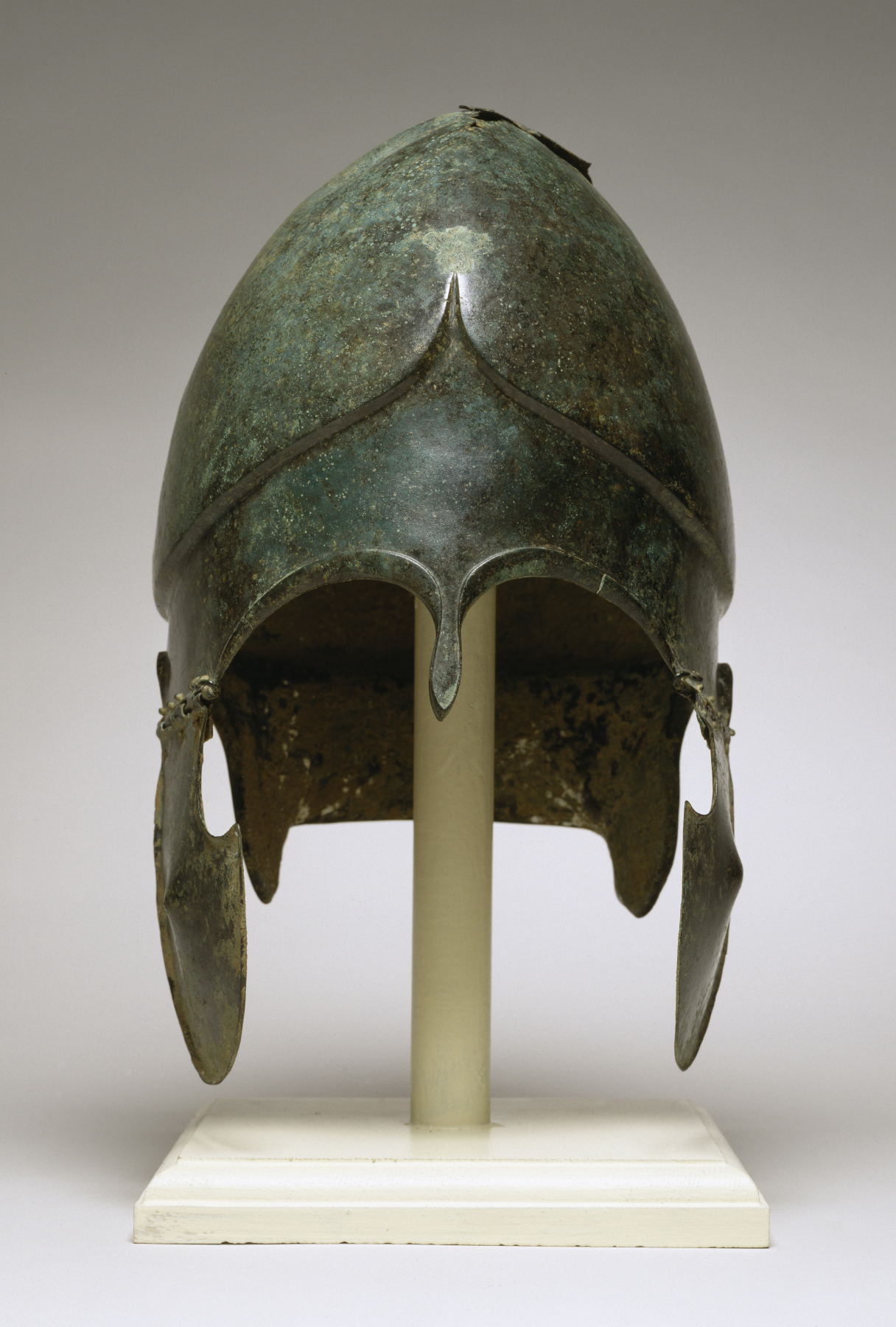
Elmo calcidico (500 a.C. circa; Walters Art Museum di Baltimora).
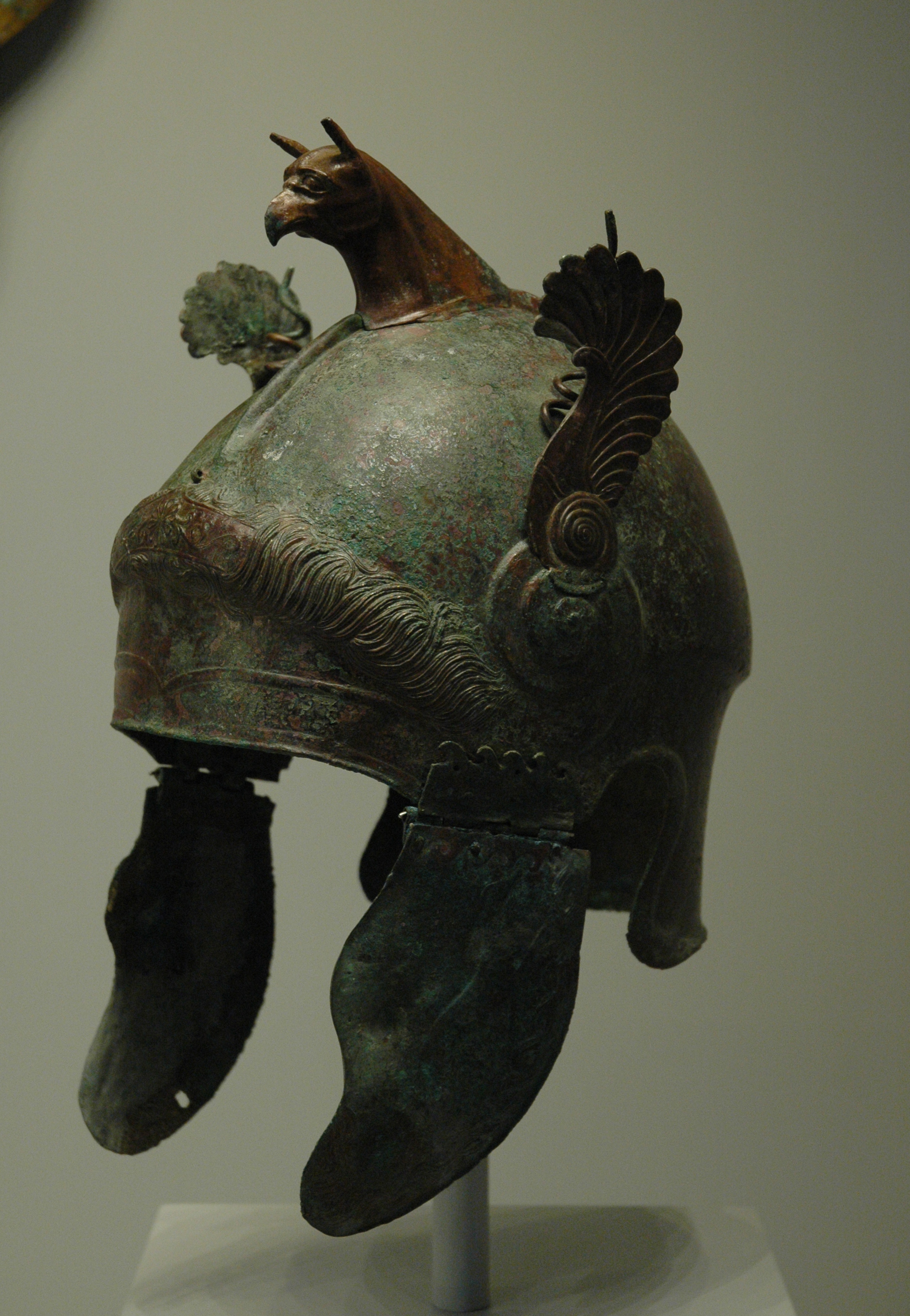
Elmo attico da cerimonia proveniente dall'Italia meridionale, 300 a.C. circa.
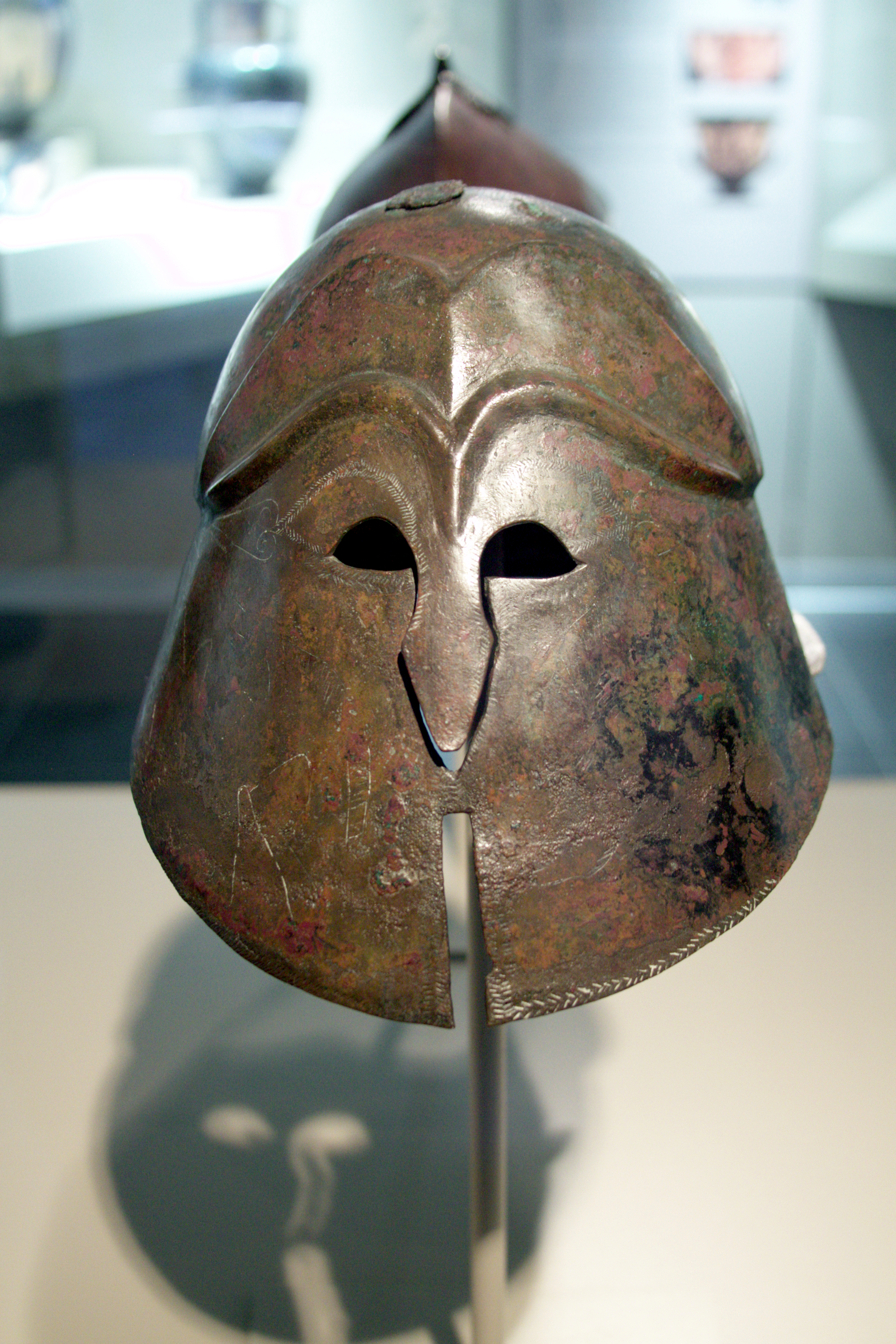
Elmo corinzio 450-400 a.C. (Civico museo archeologico di Milano).
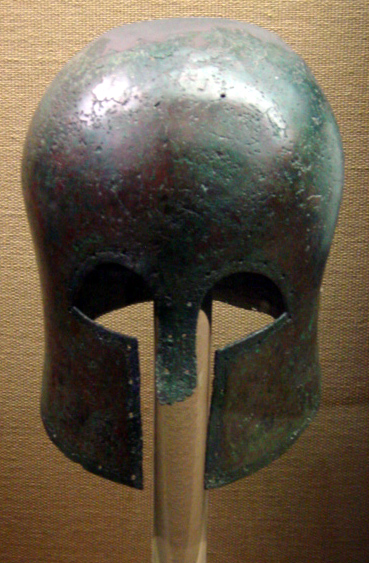
Elmo apulo-corinzio di bronzo del VI-V secolo a.C. (Civico museo archeologico di Milano).
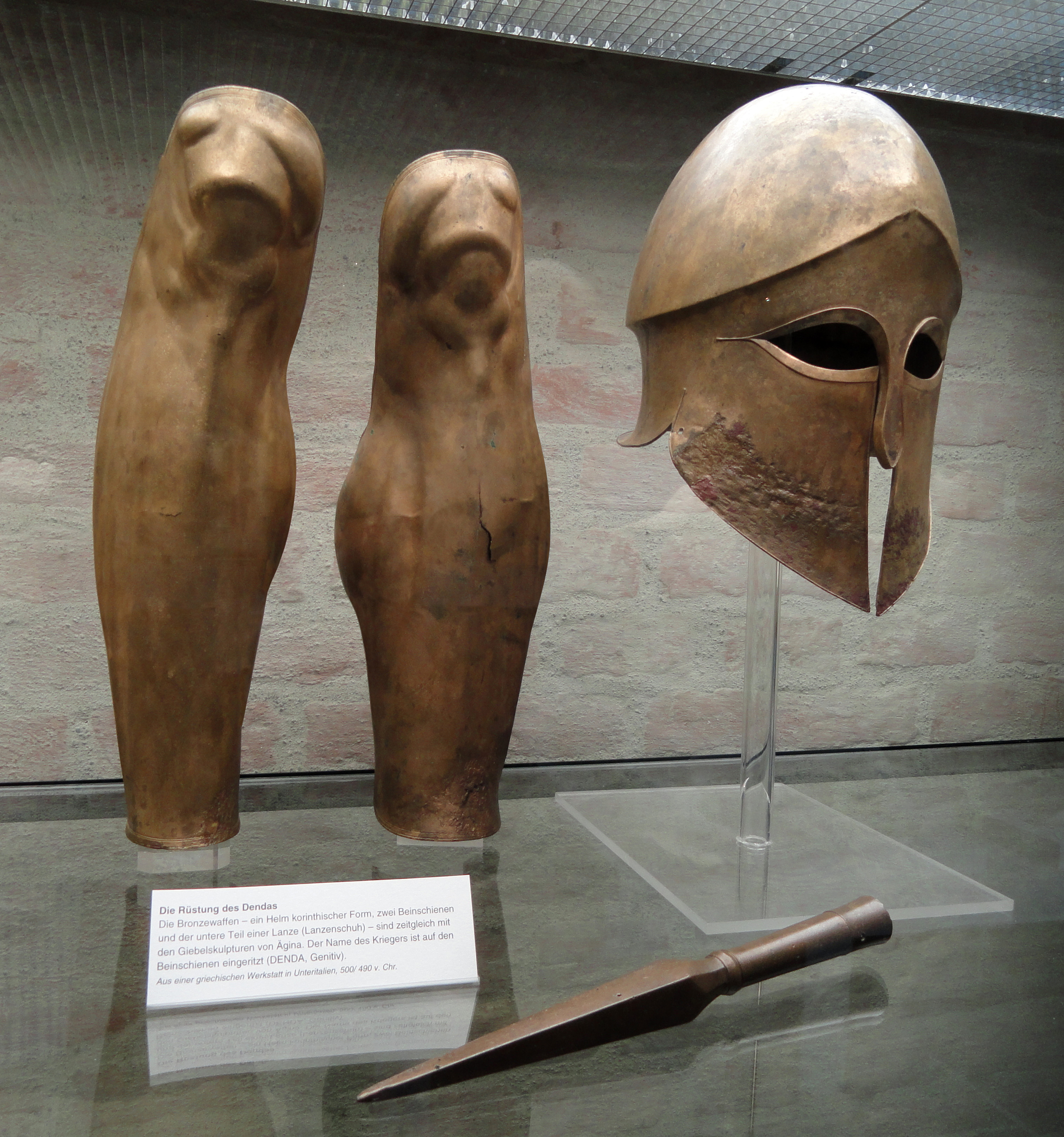
Elmo, schinieri e punta di hasta corinzi (Magna Grecia, inizi del V secolo a.C.).
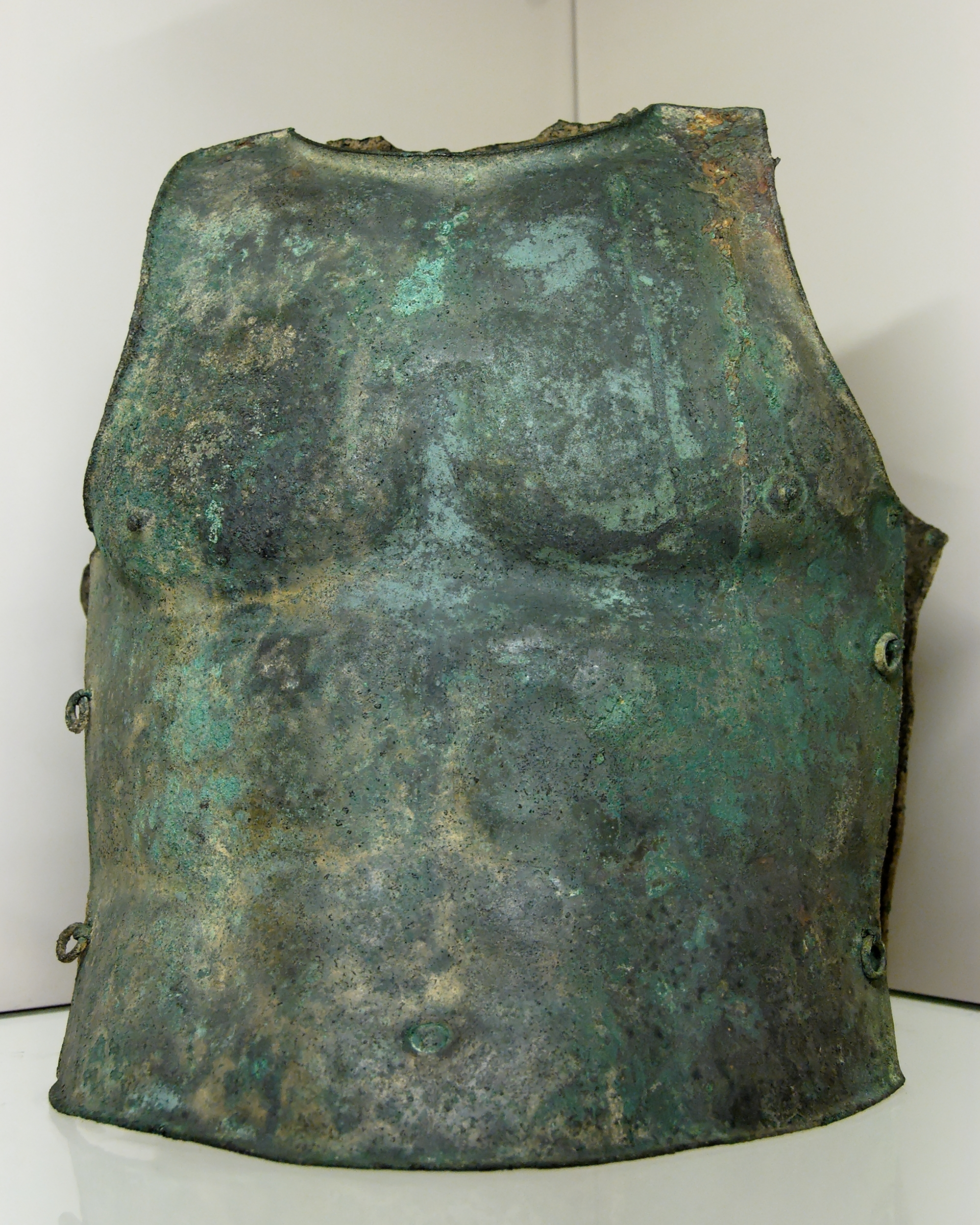
Corazza "muscolare" in bronzo italica del IV secolo a.C. (da Ruvo di Puglia, ora al British Museum).
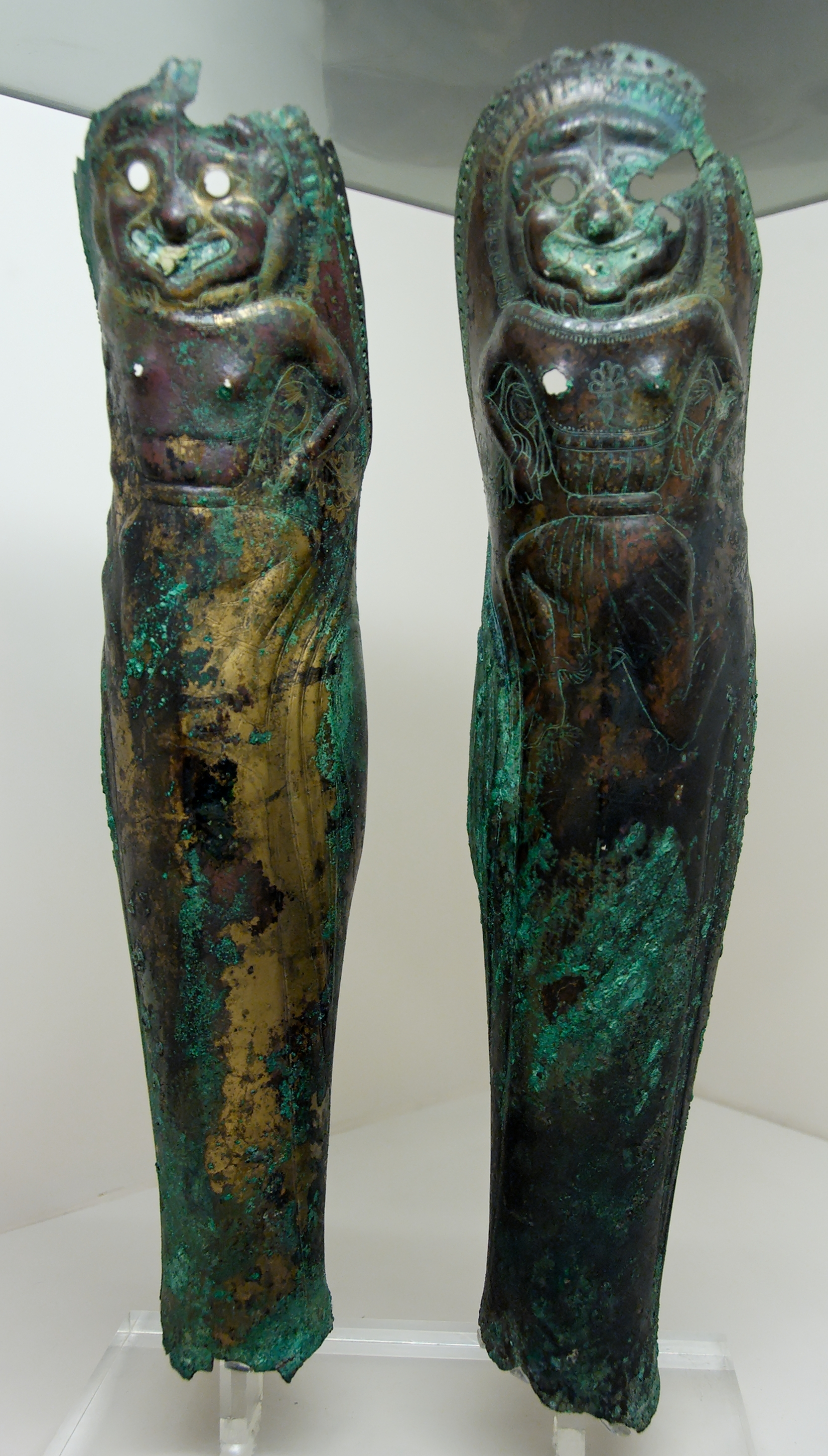
Schinieri apuli del VI secolo a.C. (da Ruvo di Puglia, ora al British Museum).

Armi d'offesa
- Uno spiculum o hasta, vale a dire la lancia da urto lunga più di 2 metri;[29]
- un verutum, giavellotto;
- una falcata, ricavata sul modello della kopis greca, vale a dire una spada con lame normalmente in bronzo, ed in rari casi in ferro, della lunghezza variabile tra i 33 ed i 56 cm;[30]
- un pugnale con lame di lunghezza compresa tra i 25 ed i 41 cm.[31]

### Schieramento e combattimento

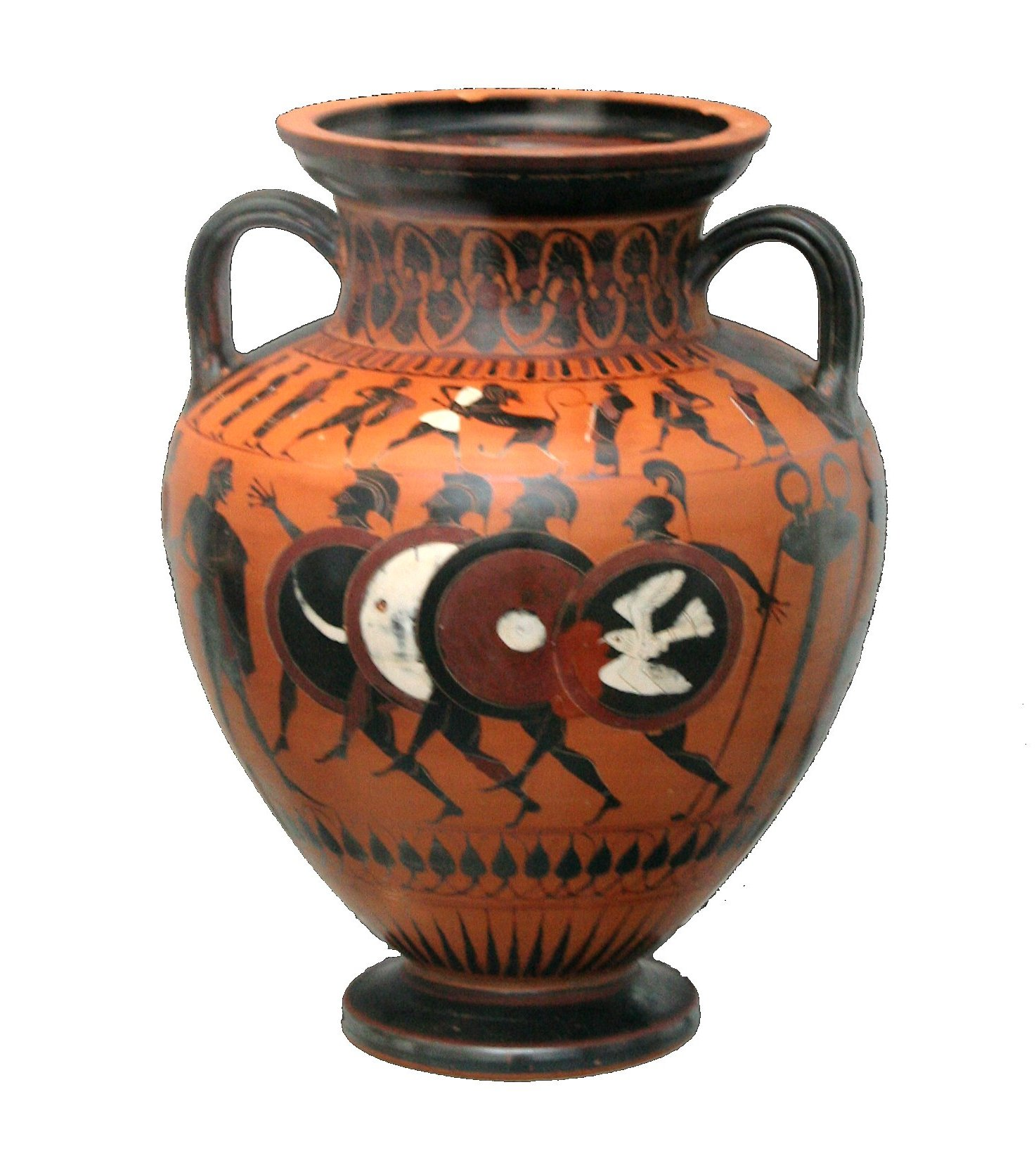
Disegno su vaso di una falange oplitica proveniente da una tomba di Vulci (Etruria meridionale), databile al 550 a.C., al tempo della riforma di Servio Tullio.

Con l'occupazione di Roma da parte degli Etruschi e la successiva riforma di Servio Tullio, il nuovo esercito, di stampo quindi etrusco-greco, fu reclutato tra i cittadini romani secondo il loro ceto sociale: di conseguenza, composizione, equipaggiamento e aspetto delle singole file, potevano variare molto tra le cinque differenti "classi" sociali. Le formazioni armate comprendevano sia corpi di opliti (fanteria pesante), sia di truppe leggere (velites) e di cavalleria.
(Ateneo di Naucrati, I Deipnosofisti o I dotti a banchetto ovvero I filosofi esperti dei misteri della culinaria, VI, 106.)
Gli opliti della prima fila formavano un "muro di enormi scudi rotondi" parzialmente sovrapposti, in modo che il loro fianco destro venisse protetto dallo scudo del vicino commilitone. Sostenevano un addestramento costante ed il maggior peso del combattimento, che effettuavano in modo estremamente compatto, armati di lancia e spada, difesi da scudo, elmo e corazza (o comunque con una protezione pettorale).
(Tito Livio, Ab Urbe condita libri, VIII, 38.)
Considerato la loro esiguità numerica, si può pensare che combattessero affiancati da guerrieri con gli stessi compiti, ma con armamento e protezioni minori. Lo scudo di grandi dimensioni dava la maggior protezione al corpo: poteva essere rotondo in bronzo con due maniglie (di tipo argivo) oppure rettangolare con bordi arrotondati e rinforzo verticale centrale (a modello celtico o italico). L'elmo di bronzo poteva avere o meno la cresta ed era inizialmente di tipo villanoviano, con la famosa cresta metallica, o di tipo Negau a morione; successivamente si usarono elmi a campana e, a seguito dei contatti con le città greche, di tipo calcidese (con paraguance e paranuca e le orecchie scoperte), corinzio (a copertura quasi totale, con paranaso ed una sola fessura centrale per gli occhi e parte della bocca) ed etrusco-corinzio (senza paranaso e con apertura leggermente più aperta). La protezione alle gambe era possibile dotandosi di schinieri di bronzo, e quindi era disponibile solo per gli opliti armati più pesantemente.
| Denario | Denario |
| --- | --- |
| | |
| Busto di Diana; sotto ROMA | Tre cavalieri al galoppo che seguono uno stendardo verso un nemico (latino) caduto. In esergo: A ALBINVS S F |
| Denario romano coniato da Aulo Postumio Albino nel 96 a.C. per ricordare il suo avo; i cavalieri, al rovescio, ricordano la battaglia del lago Regillo dove, secondo la tradizione, Aulo Postumio Albo Regillense lanciò uno stendardo tra le schiere nemiche. | |

Le truppe leggere comprendevano fanti leggeri e tiratori e dovevano provocare il nemico, disturbarlo e disorganizzarlo prima dell'urto degli opliti. I fanti leggeri erano armati di giavellotti, difesi da uno scudo rotondo, indossavano un elmo ma non usavano corazza né piastre pettorali. I tiratori potevano essere arcieri o frombolieri e portavano al fianco una piccola spada, pugnale o coltello per la difesa personale, ma non avevano alcuna protezione. Vanno anche ricordati gli ascieri, che operavano insieme agli opliti con il compito di tagliare le lance della formazione avversaria: essi usavano inizialmente un'ascia ad una mano nel periodo villanoviano, per poi passare a quelle a due mani ad un taglio o bipenni. La loro protezione era affidata ad un elmo e a qualche forma di protezione pettorale, piastre o corazze.
La funzione tattica della cavalleria, a partire dalla riforma serviana (e poi fino alla prima Repubblica), si basava sulla mobilità e aveva compiti di avanguardia ed esplorazione, di scorta, nonché per azioni di disturbo o di inseguimento al termine della battaglia, o infine per spostarsi rapidamente sul campo di battaglia e prestare soccorso a reparti di fanteria in difficoltà. I cavalieri usavano briglie e morsi, ma le staffe e la sella erano sconosciuti: non è quindi ipotizzabile una cavalleria "da urto". Quei cavalieri che, nelle stele funerarie appaiono armati di lancia e spada, protetti da un elmo, magari con scudo e piastra pettorale, erano molto probabilmente una sorta di fanteria oplitica mobile. Tito Livio racconta che ancora nel 499 a.C., il dittatore Aulo Postumio Albo Regillense, ordinò ai cavalieri di scendere dai cavalli ed aiutarie la fanteria contro quella dei Latini in prima linea.
(Tito Livio, Ab Urbe condita libri, II, 20.)
Si trattava delle fasi conclusive della battaglia del lago Regillo. I cavalieri romani risalirono, infine, sui loro destrieri e si diedero ad inseguire i nemici in fuga. La fanteria tenne dietro. Venne conquistato il campo latino.

### Prime tecniche d'assedio romano

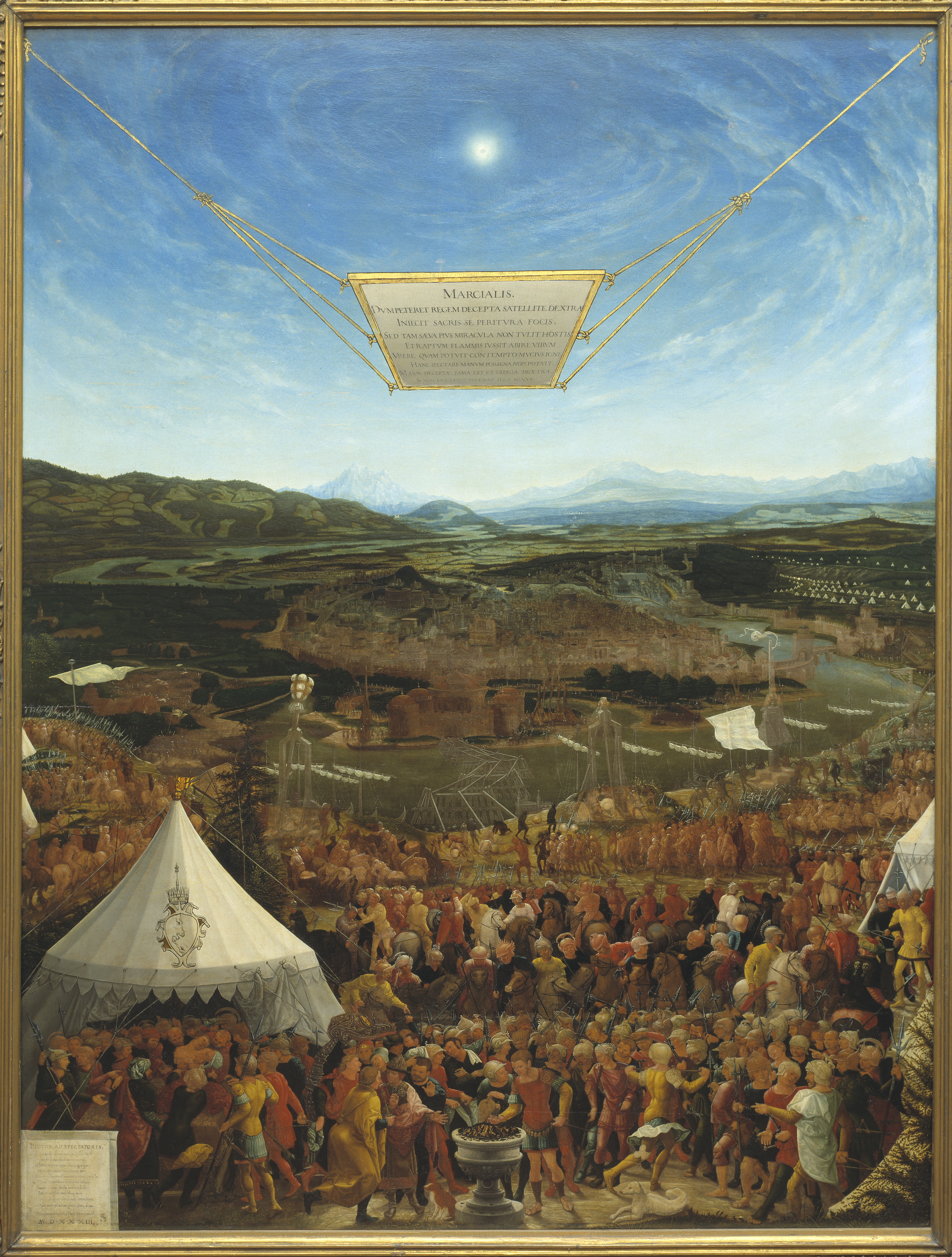
L'assedio di Porsenna davanti a Roma.

Appartengono a questo periodo i primi assedi subiti dalla città di Roma ad opera degli Etruschi di Porsenna, da cui i Romani evidentemente appresero nuove tecniche per occupare le vicine città etrusche e latine. Risalirebbe, poi, al 396 a.C. il primo importante assedio ad opera dei Romani tramandatoci dagli antichi scrittori latini: la caduta di Veio, dove si racconta che Camillo si diresse su Veio, fece costruire alcuni fortini ed una galleria che doveva arrivare fino alla rocca, passando sotto le mura nemiche. Gli scavatori furono divisi in sei squadre che si avvicendavano ogni sei ore. Dopo giorni e giorni in cui gli assalti romani erano stati sospesi, con sommo stupore degli etruschi, il re di Veio stava celebrando un sacrificio nel tempio di Giunone quando gli assaltatori romani, che avevano quasi terminato lo scavo e attendevano di abbattere l'ultimo diaframma, udirono il presagio dell'aruspice etrusco: la vittoria sarebbe andata a chi avesse tagliato le viscere di quella vittima. I soldati romani uscirono dal cunicolo, iniziarono l'attacco e prese le viscere le portarono al loro dittatore. Nello stesso tempo fu sferrato l'attacco generale di tutte le forze romane contro i difensori delle mura. Così, mentre tutti accorrevano sui bastioni,
(Tito Livio, Ab Urbe condita libri, V, 21., Newton Compton, Roma, trad.: G.D. Mazzocato)
In una pausa dei combattimenti Camillo ordinò, per mezzo di banditori, di risparmiare chi non portava armi. Il massacro si arrestò e si scatenò il saccheggio.

## Strategia

Il Latium vetus al tempo della riforma di Servio Tullio nel VI secolo.

Durante il periodo dei Tarquini, soprattutto nella seconda metà del VI secolo (dal 550 al 510 a.C.), Roma stabilì una vera e propria egemonia sulle altre città stato del Latium vetus, che potrebbero aver anche pagato alla città del Tevere un tributo.

### Fronte settentrionale: Etruschi e Sabini
Sotto i re etruschi Tarquinio Prisco, Servio Tullio e Tarquinio il Superbo, Roma si espanse in direzione nord-ovest, venendo in conflitto contro i Veientani dopo la scadenza del trattato che aveva concluso la precedente guerra.
Tarquinio Prisco combatté, infatti, i Sabini (nel 585/584 a.C. ca.), come pure fece il suo successore Servio Tullio.
Alla fine i re etruschi furono rovesciati nel contesto di una più ampia esautorazione del potere etrusco nella regione nello stesso periodo, e Roma, i cui possedimenti non si estendevano oltre le 15 miglia dalla città, si diede un assetto repubblicano, una forma di governo basata sulla rappresentatività popolare e in contrasto con la precedente autocrazia monarchica.

### Fronte meridionale: Latini e Volsci
Tarquinio Prisco ottenne un trionfo su Latini ed Etruschi (il 1º aprile del 588/587 a.C.). Su questi ultimi anche Servio Tullio ottenne un doppio trionfo (il (25 novembre del 571/570 a.C. ed il 25 maggio del 567/566 a.C.).
L'ultimo re di Roma, Tarquinio il Superbo combatté invece per primo i Volsci, sui quali ottenne un trionfo, sottomise le città di Gabii (latina) e Suessa Pomezia (volsca). Più tardi condusse una nuova offensiva contro i Rutuli della città di Ardea. Ed infine ottenne un trionfo sui Sabini.

## Dimensione
In sostanza l'esercito serviano contava 1.800 cavalieri e 17.000 fanti (suddivisi in 5 classi ed in 170 centurie) oltre ad alcune unità speciali per un totale di 193 centurie. Si trattava di 2 compagini legionarie, una utilizzata per difendere la città e l'altra per compiere campagne militari esterne.